# Carrión de los Condes
Carrión de los Condes is een gemeente in de Spaanse provincie Palencia in de regio Castilië en León met een oppervlakte van 63,37 km². Carrión de los Condes telt 2.150 inwoners (1 januari 2016).